# لجونک سفلی
لجونک سفلی یک روستا در ایران است که در دهستان درح واقع شده‌است. لجونک سفلی ۱۵۸ نفر جمعیت دارد.